# حفرة الألماس
حفرة الألماس هي رواية قصيرة من أدب الخيال العلمي والفانتازيا، كتبها الأديب الأمريكي جاك دان، وصدرَت لأول مرة عام 2001.

## خلفية الرواية
نُشرت رواية حفرة الألماس لأول مرة سنة 2001 ضمن مجموعة قصصية للكاتب جاك دان بعنوان يوبيل، وصدرَت عن دار النشر هاربر كولينز ضمن سلسلة تُعنى بأدب الخيال العلمي والفانتازيا. وفي يونيو 2001، نُشرت الرواية مرة أخرى في عدد خاص من مجلة الخيال العلمي والفانتازيا. وفي عام 2004، نُشرت الرواية ضمن مختارات أدبية بعنوان أفضل ما كُتب من الخيال العلمي الأسترالي خلال خمسين عامًا، قام بتحريرها روب جيراند، وضمّت أعمالًا بارزة لعدد من الكُتّاب الأستراليين في هذا المجال.

## الجوائز
- جائزة ديتمار لأفضل قصة قصيرة أسترالية 2002.
- جائزة لوكوس لأفضل رواية قصيرة 2002.[2][3]
- جائزة أورياليس لأفضل قصة قصيرة في أدب الخيال العلمي 2001.
- جائزة أورياليس لأفضل قصة قصيرة في أدب الفانتازيا 2001.
- جائزة نيبولا لأفضل رواية قصيرة 2001.

- جائزة هوغو لأفضل رواية قصيرة 2002.[4][5][6]